# Studtita
La studtita es un mineral de la clase de los minerales óxidos. Fue descubierta en 1947 en una mina de la provincia de Katanga (República Democrática del Congo), siendo nombrada así en honor de Franz E. Studt, geólogo alemán.

## Características químicas
Es un uranilo-hidróxido hidratado, o lo que es lo mismo un óxido de uranio hidroxilado.
Contiene grupos peróxido en su estructura cristalina del sistema monoclínico. El peróxido que contiene se forma por el efecto radiolítico de la radiactividad sobre el agua durante su formación.
Puede sufrir deshidratación en ambiente seco y convertirse en metastudtita ((UO2)O2(H2O)2).

## Formación y yacimientos
Es un mineral de aparición muy rara, que se forma como sedundario en la zona de oxidación de los yacimientos de minerales conteniendo uranio.
También puede formarse artificial, como subproducto tras la fisión del combustible de uranio que se lleva a cabo en las centrales nucleares.
Suele encontrarse asociado a otros minerales como: uranofano, rutherfordina, lepersonnita, billietita, barita, cuarzo, hematites, limonita, tengchongita o calcurmolita.

## Usos
Aunque raro es extraído en las minas mezclado con minerales similares como mena del estratégico uranio. Por ser radiactivo, debe ser manipulado y almacenado con los correspondientes protocolos de seguridad.